# Talisca
Anderson Souza Conceição, noto anche con lo pseudonimo di Anderson Talisca (Feira de Santana, 1º febbraio 1994), è un calciatore brasiliano, centrocampista o attaccante del Fenerbahçe.

## Caratteristiche tecniche
Giocatore capace di spaziare sul fronte offensivo. Può giocare come trequartista, ala destra o seconda punta. Veloce, abile nell'uno contro uno e con un ottimo fiuto per il gol. Per le sue caratteristiche, tra cui il tiro dalla distanza preciso e potente, in patria è stato paragonato al connazionale Rivaldo. In particolare nelle esperienze in Turchia con il Beşiktaş e successivamente in Cina con il Guangzhou Evergrande si mette in mostra anche per le sue doti balistiche sui calci da fermo, diventando un abile battitore di punizioni.

## Carriera
Bahia
Cresciuto nel settore giovanile del Bahia, esordisce con la prima squadra il 7 luglio 2013 in occasione della sfida di Série A contro il Corinthians.
Benfica
Nel 2014 si trasferisce per 4 milioni di euro al Benfica. Il 12 settembre realizza una tripletta contro il Vitória Setúbal. Il 27 settembre segna una doppietta contro l'Estoril Praia, diventando momentaneamente il capocannoniere del campionato. Il 4 novembre segna il primo gol in Champions League contro il Monaco. Il 26 gennaio 2015 realizza una tripletta ai danni del Moreirense. Conclude la sua prima stagione con la maglia delle aquile con 11 reti in 44 partite totali. La stagione successiva inizia con la rete ai danni del Zenit San Pietroburgo nel preliminare di Champions League. Complice un infortunio e il successivo scarso rendimento, conclude l'annata con 9 reti in 34 partite.
Beşiktaş
Il 24 agosto 2016 passa, per due milioni di euro, in prestito biennale al Beşiktaş. Il 13 settembre, nella prima partita di Champions League, segna la sua prima rete proprio contro la sua ex squadra.
Guangzhou Evergrande
Nel 2018 passa al Guangzhou Evergrande di Fabio Cannavaro dal Benfica per 25 milioni di euro (19 di prestito oneroso e 6 per il riscatto). All'esordio in Cina segna una tripletta.
Al-Nassr
Nel 2021 passa all'Al-Nassr per 8 milioni di euro, con cui gioca per tre anni e mezzo prima di far ritorno in Turchia, sponda Fenerbahçe, il 27 gennaio 2025.
Fenerbahçe
Il 27 Gennaio 2025 viene acquistato dal Fenerbahçe dove tra campionato, coppa turca ed Europa League totalizza un totale di 12 gol e 1 assist in 23 partite.

## Statistiche

### Presenze e reti nei club
Statistiche aggiornate al 6 aprile 2025
| Stagione                    | Squadra                     | Campionato                  | Campionato | Campionato | Coppe nazionali | Coppe nazionali | Coppe nazionali | Coppe continentali | Coppe continentali | Coppe continentali | Altre coppe | Altre coppe | Altre coppe | Totale | Totale |
| Stagione                    | Squadra                     | Comp                        | Pres       | Reti       | Comp            | Pres            | Reti            | Comp               | Pres               | Reti               | Comp        | Pres        | Reti        | Pres   | Reti   |
| --------------------------- | --------------------------- | --------------------------- | ---------- | ---------- | --------------- | --------------- | --------------- | ------------------ | ------------------ | ------------------ | ----------- | ----------- | ----------- | ------ | ------ |
| 2013                        | Bahia                       | PD/BA+A                     | 7+21       | 1+2        | CB              | 1               | 0               | CS                 | 3                  | 0                  | CdN         | 6           | 0           | 38     | 3      |
| 2014                        | Bahia                       | PD/BA+A                     | 12+9       | 4+2        | CB              | 4               | 0               | -                  | -                  | -                  | CdN         | 5           | 2           | 30     | 8      |
| Totale Bahia                | Totale Bahia                | Totale Bahia                | 49         | 9          |                 | 5               | 0               |                    | 3                  | 0                  |             | 11          | 2           | 68     | 11     |
| 2014-2015                   | Benfica                     | PL                          | 32         | 9          | CP+CdL          | 2+3             | 0+1             | UCL                | 6                  | 1                  | SP          | 1           | 0           | 44     | 11     |
| 2015-2016                   | Benfica                     | PL                          | 21         | 3          | CP+CdL          | 2+5             | 0+4             | UCL                | 5                  | 2                  | SP          | 1           | 0           | 34     | 9      |
| Totale Benfica              | Totale Benfica              | Totale Benfica              | 53         | 12         |                 | 12              | 5               |                    | 11                 | 3                  |             | 2           | 0           | 78     | 20     |
| 2016-2017                   | Beşiktaş                    | SL                          | 22         | 13         | TK              | 2               | 1               | UCL+UEL            | 3+6                | 1+2                | ST          | 0           | 0           | 33     | 17     |
| 2017-2018                   | Beşiktaş                    | SL                          | 33         | 14         | TK              | 6               | 2               | UCL                | 8                  | 4                  | ST          | 0           | 0           | 47     | 20     |
| Totale Beşiktaş             | Totale Beşiktaş             | Totale Beşiktaş             | 55         | 27         |                 | 8               | 3               |                    | 17                 | 7                  |             | 0           | 0           | 80     | 37     |
| lug.-dic. 2018              | Guangzhou Evergrande        | CSL                         | 18         | 16         | CC              | 0               | 0               | ACL                | 0                  | 0                  | -           | -           | -           | 18     | 16     |
| 2019                        | Guangzhou Evergrande        | CSL                         | 18         | 11         | CC              | 1               | 0               | ACL                | 8                  | 5                  | -           | -           | -           | 27     | 16     |
| 2020                        | Guangzhou Evergrande        | CSL                         | 17         | 6          | CC              | -               | -               | ACL                | 3                  | 1                  | -           | -           | -           | 20     | 7      |
| Totale Guangzhou Evergrande | Totale Guangzhou Evergrande | Totale Guangzhou Evergrande | 53         | 33         |                 | 1               | 0               |                    | 11                 | 6                  |             | -           | -           | 65     | 39     |
| 2021-2022                   | Al-Nassr                    | SPL                         | 28         | 20         | KC              | 2               | 1               | ACL                | 3                  | 1                  |             | -           | -           | 33     | 22     |
| 2022-2023                   | Al-Nassr                    | SPL                         | 23         | 20         | KC              | 3               | 0               | -                  | -                  | -                  | SS          | 1           | 1           | 27     | 21     |
| 2023-2024                   | Al-Nassr                    | SPL                         | 17         | 16         | KC              | 2               | 1               | ACL                | 6                  | 8                  | SS+CdC      | 1+6         | 1+1         | 32     | 27     |
| 2024-gen. 2025              | Al-Nassr                    | SPL                         | 10         | 6          | KC              | 2               | 0               | ACL                | 5                  | 2                  | SS          | 2           | 0           | 19     | 8      |
| Totale Al Nassr             | Totale Al Nassr             | Totale Al Nassr             | 78         | 62         |                 | 9               | 2               |                    | 14                 | 11                 |             | 10          | 3           | 110    | 78     |
| gen.-giu. 2025              | Fenerbahçe                  | SL                          | 8          | 5          | TK              | 3               | 3               | UCL+UEL            | -+4                | -+0                | -           | -           | -           | 15     | 8      |
| Totale carriera             | Totale carriera             | Totale carriera             | 296        | 148        |                 | 38              | 13              |                    | 60                 | 27                 |             | 23          | 5           | 417    | 193    |

## Palmarès

### Club

#### Competizioni statali
- Campionato Baiano: 1

Bahia: 2014

#### Competizioni nazionali
- Supercoppa di Portogallo: 2

Benfica: 2014, 2016
- Coppa di Lega portoghese: 2

Benfica: 2014-2015, 2015-2016
- Campionato portoghese: 2

Benfica: 2014-2015, 2015-2016
- Campionato turco: 1

Beşiktaş: 2016-2017
- Campionato cinese: 1

Guangzhou Evergrande: 2019

#### Competizioni internazionali
- Coppa dei Campioni araba per club: 1

Al-Nassr: 2023